# مدل بتسون-دوبژانسکی-مولر

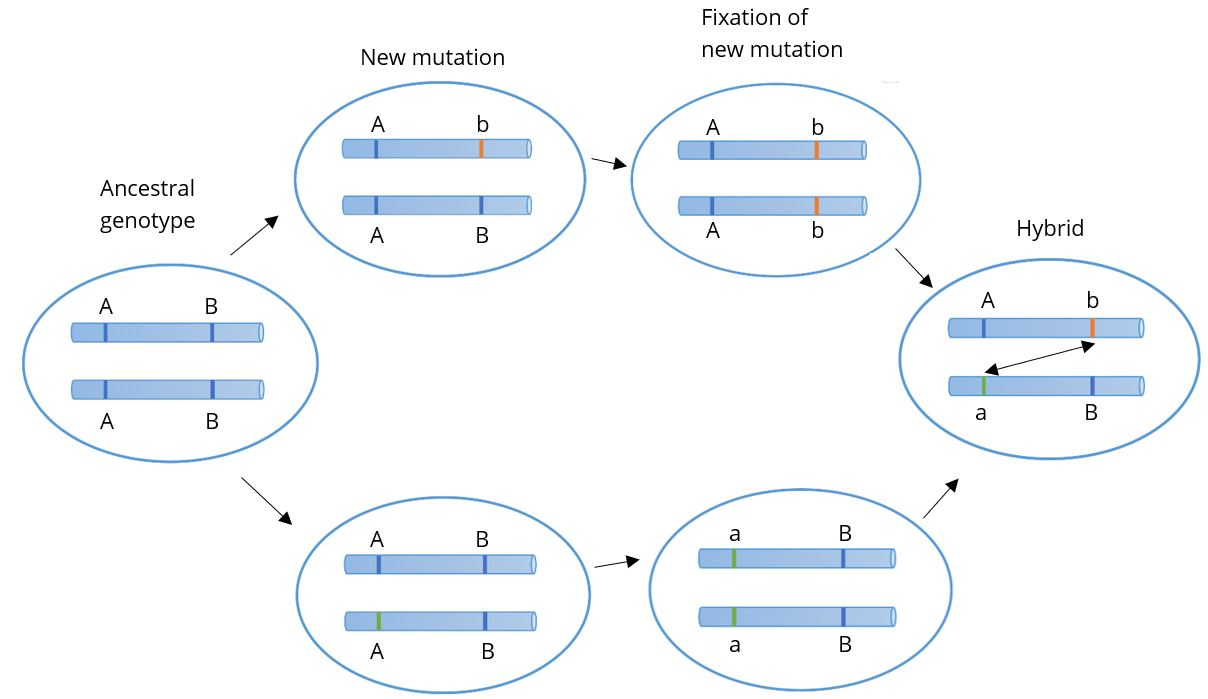
مدل بتسون-دوبژانسکی-مولر

مدل بتسون-دوبژانسکی-مولر که به عنوان مدل دوبژانسکی-مولر نیز شناخته می‌شود؛ یک مدل برای تکامل ناسازگاری‌های ژنتیکی است. این مدل به درک نحوهٔ ایجاد جدایی تولید مثلی هنگام گونه زایی و نقش انتخاب طبیعی در این فرایند کمک می‌کند. این نظریه ابتدا در سال ۱۹۰۹ توسط ویلیام بتسون مطرح شد. سپس در سال ۱۹۳۴ دوبژانسکی به صورت مستقل مجدداً این نظریه را توصیف کرد. بعدها به شکل‌های مختلف توسط هرمان مولر، الن اور و سرگی گاوریلیت به صورت دقیق تری توضیح داده شد.
بر اساس این مدل ناسازگاری‌های ژنتیکی زمانی بروز می‌کنند که یک یا چند لوکوس جهش یافته در ژنوم یک فرد در کنار هم قرار گیرند؛ بنابراین هنگامی که یک هیبرید به وجود می‌آید؛ تعدادی از الل‌ها از لوکوس‌های مختلف برای اولین بار در کنار هم قرار خواهند گرفت و این می‌تواند باعث بروز ناسازگاری در این فرد هیبرید شود. به‌طور مثال دو جمعیت را در نظر بگیرید که به صورت جغرافیایی از هم جدا شده‌اند. هر دو جمعیت ابتدا ژنوتیپ aabb داشتند. حالتی را فرض کنید که در جمعیت اول آلل A و در جمعیت دوم B بر اثر جهش ایجاد شود. در این صورت در جمعیت اول ژنوتیپ‌های جدید Aabb و AAbb و در جمعیت دوم aaBb و aaBB به وجود خواهد آمد. آلل‌های مشتق شده در این افراد هیچ مشکلی از نظر سازواری ایجاد نخواهد کرد. اما وقتی یک هیبرید از این دو جمعیت به وجود آید برای اولین بار الل‌های A و B در یک ژنوم در کنار هم قرار خواهند گرفت که باهم ناسازگار هستند. انباشته شدن این ناسازگاری‌ها می‌تواند باعث نازایی و نازیستایی در هیبردها و گونه زایی شود.